# Заречная (Вологодский район)
Заречная — деревня в Вологодском районе Вологодской области.
Входит в состав Майского сельского поселения (с 1 января 2006 года по 8 апреля 2009 года входила в Октябрьское сельское поселение), с точки зрения административно-территориального деления — в Октябрьский сельсовет.

## География
Расстояние до районного центра Вологды по автодороге — 28 км.

## История
В 1962 г. указом Президиума Верховного Совета РСФСР погост Поповка переименован в деревню Заречная.

## Население
По переписи 2002 года население — 4 человека.